# Armigeres
Armigeres is een muggengeslacht uit de familie van de steekmuggen (Culicidae).

## Soorten
- A. alkatirii Toma, Miyagi & Syafruddin, 1995
- A. annulipalpis (Theobald, 1910)
- A. annulitarsis (Leicester, 1908)
- A. apoensis Bohart & Farner, 1944
- A. aureolineatus (Leicester, 1908)
- A. azurini Basio, 1971
- A. baisasi Stone & Thurman, 1958
- A. balteatus Macdonald, 1960
- A. bhayungi Thurman & Thurman, 1958
- A. breinli (Taylor, 1914)
- A. candelabrifer Brug, 1939
- A. cingulatus (Leicester, 1908)
- A. confusus Edwards, 1915
- A. conjungens Edwards, 1914
- A. denbesteni Brug, 1925
- A. dentatus Barraud, 1927
- A. digitatus (Edwards, 1914)
- A. dolichocephalus (Leicester, 1908)
- A. durhami (Edwards, 1917)
- A. ejercitoi Baisas, 1935
- A. fimbriatus Edwards, 1930
- A. flavus (Leicester, 1908)
- A. foliatus Brug, 1931
- A. giveni Edwards, 1926
- A. hybridus Edwards, 1914
- A. inchoatus Barraud, 1927
- A. joloensis (Ludlow, 1904)
- A. jugraensis (Leicester, 1908)
- A. kesseli Ramalingam, 1987
- A. kinabaluensis Ramalingam, 1972
- A. kuchingensis Edwards, 1915
- A. lacuum Edwards, 1922
- A. laoensis Toma & Miyagi, 2003
- A. lepidocoxitus Dong, Zhou & Dong, 1995

- A. longipalpis (Leicester, 1904)
- A. magnus (Theobald, 1908)
- A. mahantai Bhattacharyya, Prakash, Mohapatra & Sarma, 2009
- A. maiae Edwards, 1917
- A. malayi (Theobald, 1901)
- A. manalangi Baisas, 1935
- A. maximus Edwards, 1922
- A. menglaensis Dong, Zhou & Dong, 2002
- A. milnensis Lee, 1944
- A. moultoni Edwards, 1914
- A. obturbans (Walker, 1859)
- A. omissus (Edwards, 1914)
- A. pallithorax Dong, Zhou & Dong, 2004
- A. papuensis Peters, 1963
- A. pectinatus (Edwards, 1914)
- A. pendulus (Edwards, 1914)
- A. sembeli Toma & Miyagi, 2002
- A. seticoxitus Luh & Li, 1981
- A. setifer Delfinado, 1966
- A. subalbatus (Coquillett, 1898)
- A. theobaldi Barraud, 1934
- A. traubi Macdonald, 1960
- A. vimoli Thurman & Thurman, 1958
- A. yunnanensis Dong, Zhou & Dong, 1995